# Closing Time
Closing Time — дебютний студійний альбом автора-виконавця Тома Вейтса, виданий в 1973 році. Перший з семи найсильніших альбомів, виданих на Asylum Records. Альбом, що не привернув спочатку особливої уваги, зараз є культовою роботою Вейтса. Записаний під сильним впливом джазу і фолку. Був двічі перевиданий: в 1999 та 2010 році. На обкладинці зображений Том, що притулився до роялю, на якому стоїть пляшка житнього, келих пива, попільничка, повна сигарет та невеликі свічки. Над головою співака горить синя лампа, у верхньому правому кутку висить годинник, що показує 3:22.

## Укладення контракту та запис
Том Вейтс розпочав свою музичну кар'єру в 1970 році в нічному клубі The Troubadour в Лос-Анжелесі, виступаючи там щовечора понеділка. Виконував він, переважно, пісні Боба Ділана, іноді включаючи в виступ свої. Саме тоді Том вигадав перші пісні, що з'явилися пізніше на Closing Time і його наступнику — The Heart of Saturday Night, це: «Ice Cream Man», «Virginia Avenue», «Ol' '55», «I Hope That I Don't Fall in Love with You», «Shiver Me Timbers» та «Diamonds on my Windshield». Водночас співак почав працювати швейцаром в сусідньому клубі, який в денний час був кав'ярнею. Так, в листопаді 1970 року, відбувся перший оплачуваний виступ Вейтса, що дало йому 25 доларів. Дні проходили таким чином, поки влітку 1971 року його не помітив Херб Коен, що став першим менеджером Тома. За допомогою Коена, співак записав у студії декілька демо, які пізніше вийшли як двотомник The Early Years. Для того, щоб зосередитися на своїй кар'єрі, на початку 1972 року Вейтс переїхав з Сан-Дієго в Лос-Анджелес, де його виконання «Grapefruit Moon» побачив Девід Гіффен. За сприяння відомого продюсера був укладений контракт з Asylum Records.
Вейтс подружився з призначеним йому продюсером Джері Єстером та на початку 1972 року в резиденції Єстера були обговорені деталі сесії та склад музикантів. Запис проходив в знаменитій Sunset Sound Recorders в Голлівуді, під дахом якої в різний час працювали Ніл Янг, Френк Заппа, Том Петті, Деббі Харрі, Том Джонс, Боб Ділан, Еліс Купер та інші відомі музиканти. Closing Time був готовий навесні.

## Музичний стиль
Альбом містить суміш музичних стилів. «Ol' '55» оснований на фортепіано, «Old Shoes» відзначає вплив кантрі, «Virginia Avenue», «Midnight Lullaby», «Grapefruit Moon» більш джазові. «Ice Cream Man» відрізняється найшвидшими темпами, «Lonely» на противагу повільна. Складні мелодії фортепіано часто супроводжуються трубою, типовою для джазу. Закриває Closing Time однойменний, чисто інструментальний трек.
Лірика також відрізняється своїм змістом. «Ol' '55» і «Old Shoes» — дорожні пісні. «Lonely», «I Hope That I Don't Fall in Love with You» і «Grapefruit Moon» — меланхолія закоханого. Вступ до «Midnight Lullaby» запозичено з дитячої пісні про шість пенсів, в іншому ж це усні байки. Такий спосіб написання пісень, як збирання фрагментів інших текстів та усних історій став довічною звичкою Тома.

## Вихід та вплив
Closing Time вийшов у всьому світі в березні 1973 року. Вихід альбому збігся з національним туром і у квітні Вейтс вирушив в дорогу, разом з бас-гітаристом Бобом Веббом, трубачем Ріком Фелпсом та гітаристом Джоном Форш. В кінці року їм вдалося виступити на розігріві у Френка Заппи. Критики, переважно, зустріли альбом з великою повагою. Багато музикантів зробили кавери на пісні Тома. Eagles записали «Ol' '55» 1974 року, Бетт Мідлер та Міт Лоуф записали свої версії «Martha» у 1979 та 1995 відповідно, Скрімін Джей Хокінс в 1991 записав «Ice Cream Man» і так далі.

## Список композицій
| #   | Назва                                               | Тривалість |
| --- | --------------------------------------------------- | ---------- |
| 1.  | «Ol' '55»                                           | 3:58       |
| 2.  | «I Hope That I Don't Fall in Love with You»         | 3:54       |
| 3.  | «Virginia Avenue»                                   | 3:10       |
| 4.  | «Old Shoes (& Picture Postcards)»                   | 3:40       |
| 5.  | «Midnight Lullaby»                                  | 3:26       |
| 6.  | «Martha»                                            | 4:30       |
| 7.  | «Rosie»                                             | 4:03       |
| 8.  | «Lonely»                                            | 3:12       |
| 9.  | «Ice Cream Man»                                     | 3:05       |
| 10. | «Little Trip to Heaven (On the Wings of Your Love)» | 3:38       |
| 11. | «Grapefruit Moon»                                   | 4:50       |
| 12. | «Closing Time»                                      | 4:20       |

## Учасники запису
- Том Вейтс — вокал, фортепіано, челеста, гітара
- Шеп Кук — гітара, вокал (на «I Hope That I Don't Fall in Love with You» і «Old Shoes»)
- Пітер Клімс — гітара
- Білл Пламмер — бас-гітара
- Делберта Беннетт — труба
- Джон Сітер — ударна установка, бек-вокал
- Джессі Ерліч — віолончель
- Тоні Терран — труба (на «Closing Time»)
- Арні Егілссон — бас-гітара (на «Closing Time»)
- Джері Єстер — продюсер, інженер
- Річі Мур — інженер
- Кал шенкеля — дизайн
- Ед Каріфф — фотограф